# Ashley Zukerman
Ashley Zukerman, né le 31 décembre 1983 à Santa Monica, Californie (États-Unis), est un acteur australien.
Il est principalement connu pour son rôle de Charlie Isaacs dans la série américaine Manhattan et pour son rôle de Jesse Banks dans la série The Code, pour lequel il a obtenu un AACTA Award.

## Biographie
Ashley Zukerman est né le 31 décembre 1983 à Santa Monica, Californie (États-Unis).

## Filmographie

### Cinéma

#### Longs métrages
- 2004 : Tom White d'Alkinos Tsilimidos : Un voyou
- 2010 : Blame de Michael Henry : Anthony
- 2018 : Terre maudite (The Wind) d'Emma Tammi : Isaac Macklin
- 2020 : Language Arts de Cornelia Duryée : Charles Marlow
- 2021 : Fear Street, partie 1 : 1994 (Fear Street Part One: 1994) de Leigh Janiak : Nick Goode
- 2021 : Fear Street, partie 2 : 1978 (Fear Street Part Two: 1978) de Leigh Janiak : Nick Goode adulte
- 2021 : Fear Street, partie 3 : 1666 (Fear Street Part Three: 1666) de Leigh Janiak : Nick Goode
- 2024 : In Vitro de Will Howarth et Tom McKeith : Jack
- 2024 : Bad Shabbos de Daniel Robbins : Benjamin
- 2025 : One More Shot de Nicholas Clifford : Rodney

#### Courts métrages
- 2011 : The Crimson Room de Martin Sharpe : John
- 2013 : The Humble Beginnings of the Balloon d'Alethea Jones : Todd Digby
- 2013 : Miasmata de Pat Mooney : Max
- 2025 : Bootie's de Milana Vayntrub : Jason
- 2025 : Hiawatha de Rachel B. Joyce : Robbie

### Télévision

#### Séries télévisées
- 2008 - 2011 : Rush : Michael Sandrelli
- 2010 : The Pacific : Second Lieutenant Mac
- 2010 : Lowdown (en) : Dylan Hunt
- 2011 : Terra Nova : Lucas Taylor
- 2011 : La Gifle (The Slap) : Dylan[2]
- 2012 : Death Star PR : Bilson
- 2013 : Underbelly : Détective James Bruce
- 2013 : Mr and Mrs Murder : Alex Moran
- 2014 - 2015 : Manhattan : Charlie Isaacs[3]
- 2014 - 2016 : The Code : Jesse Banks
- 2015 : Childhood's End : Les Enfants d'Icare (Childhood's End) : Jake Greggson[4]
- 2016 : Fear the Walking Dead : William
- 2016 : Masters of Sex : Gary Bucksey
- 2016 - 2017 : Designated Survivor : Peter MacLeish
- 2017 : Friday on My Mind : Ted Albert
- 2018 : Reverie : Nate Hallo
- 2018 - 2023 : Succession : Nate Sofrelli
- 2020 : A Teacher : Matt Mitchell
- 2021 : The Lost Symbol : Pr. Robert Langdon
- 2023 : City on Fire : Keith
- 2025 : Silo : Daniel
- 2025 : Apple Cider Vinegar : Clive Rothwell

## Théâtre
- 2007 : The History Boys : Timms[5]
- 2008 : The Hypocrite : Valère[6]
- 2009 : B.C.
- 2009 : This Is Our Youth : Warren
- 2011 : As You Like It : Orlando[7]

## Distinctions

### Récompenses
- 4e cérémonie des Australian Academy of Cinema and Television Arts Awards 2015 : Meilleur acteur dans une série télévisée dramatique pour The Code

### Nominations
- Logie Awards 2009 : Nomination au Prix Graham Kennedy du nouveau talent le plus exceptionnel dans une série télévisée dramatique pour Rush
- 2014 : The Equity Ensemble Awards de la meilleure distribution dans une mini-série où un téléfilm Underbelly (2008-2013) partagé avec Matt Boesenberg, Richard Cawthorne, Caroline Craig, Jared Daperis, Ian Dixon, Luke Ford, Diana Glenn, Fletcher Humphrys, Elise Jansen, Camille Keenan, Nathan Page, Susie Porter, Kenneth Radley et Dan Wyllie.
- 2015 : Logie Awards de l'acteur le plus exceptionnel dans une série télévisée dramatique pour The Code
- Australian Academy of Cinema and Television Arts Awards 2016: Meilleur acteur dans une série télévisée dramatique pour The Code
- 8e cérémonie des Australian Academy of Cinema and Television Arts Awards 2018 : Meilleur acteur dans un second rôle dans une série télévisée dramatique pour Friday on My Mind

## Voix françaises
Alexandre Gillet dans :
- Fear Street, partie 1 : 1994
- Fear Street, partie 2 : 1978
- Fear Street, partie 3 : 1666

## Crédits
- (en) Cet article est partiellement ou en totalité issu de l’article de Wikipédia en anglais intitulé « Ashley Zukerman » (voir la liste des auteurs).